# Fusarium culmorum
Fusarium culmorum ist ein Pilz aus der Ordnung der Krustenkugelpilzartigen.

## Merkmale

### Merkmale auf Nährmedien
Fusarium culmorum bildet auf Nelkenblatt-Agar (CLA) recht häufig Makrokonidien auf orangen Sporodochien. Auf Kartoffel-Dextrose-Agar (PDA) wächst Fusarium culmorum sehr schnell und produziert reichlich Sporodochien in einer großen zentralen ein bis zwei Zentimeter großen Sporenmasse, die erst blass-orange, im Alter dann (dunkel)braun wird. Unter wechselnden Kulturbedingungen (Licht, Temperatur) können auch Sporenringe gebildet werden. Die meisten Stämme bilden rote Pigmente im Agar, manche aber auch olivenbraune.

### Mikroskopische Merkmale
Die Sporodochien sind blass orangefarben und schlank sowie sichel- bis mondförmig. Die dickwandigen Makrokonidien sind kurz und stämmig, werden 20 bis 30 µm lang und sind meist drei- bis vierfach septiert. Während die dorsale Seite gekrümmt ist, ist die ventrale Seite beinahe gerade. Ihre apikale Zelle ist rundlich und stumpf. Die Basalzelle ist eingekerbt. Die Makrokonidien sind meist sehr gleichförmig. Sie werden entweder von Monophialiden oder von verzweigten Konidiophoren ausgebildet. Mikrokonidien sind nicht vorhanden. 
Chlamydosporen sind verbreitet, sie werden auf CLA nach drei bis fünf Wochen gebildet. Ihre Abwesenheit ist aber kein zuverlässiges Merkmal für die Identifikation. Wenn vorhanden, kommen sie sowohl in Hyphen als auch in Makrokonidien vor und werden in Ketten, in Haufen oder einzeln produziert.

### Ähnliche Arten
Fusarium culmorum kann besonders mit Fusarium sambucinum und Fusarium crookwellense verwechselt werden, die beide ähnliche Wirte besitzen und in ähnlichen klimatischen Regionen vorkommen. Fusarium sambucinum ist durch sein langsames Wachstum gekennzeichnet, und seine apikale Zelle ist papillös.  Fusarium crookwellense unterscheidet sich von Fusarium culmorum durch die Form der Makrokonidien, die länger sind, mit einer fußförmigen Basalzelle, und einer verjüngenden Apikalzelle.

## Ökologie und Verbreitung
Fusarium culmorum ist in den gemäßigten Breiten verbreitet. Die Art kommt im Boden vor und lebt auch parasitisch auf Getreide. Häufig löst sie eine Fuß- oder Umfallkrankheit oder eine Ährenfusariose aus, besonders in den kühleren Gebieten Europas. Durch Wechselwirkungen mit dem Gelbverzwergungsvirus können die Symptome noch verstärkt werden. Fusarium culmorum  kann auch Krankheiten bei Nelken, Hopfen, Lauch, Erdbeeren und Gemeiner Fichte auslösen. Bei Sorghumhirsen wurde auch eine reduzierte Samenkeimung beobachtet.
Fusarium culmorum wurde bei der Untersuchung von wassergemischten Kühlschmierstoffen nachgewiesen. Außerdem wird auf diese Art regelmäßig im Rahmen eines Ringversuchs zur Identifizierung von Schimmelpilzen im Innenraum und in Lebensmitteln untersucht.

## Toxikologie
Fusarium culmorum kann Steroide und Mykotoxine wie Moniliformin, Deoxynivalenol und verwandte Trichothecene, Fusarin C und Zearalenone  bilden. Noch nicht alle Toxine wurden identifiziert. Ihre Biosynthese scheint sensibel auf die Temperatur zu reagieren. Fusarium culmorum wird auch mit Dermatitis bei Menschen in Verbindung gebracht. Die Art wird für gentechnische Arbeiten der Risikogruppe 1 zugeordnet, die Arbeiten müssen also unter der Sicherheitsstufe 1 erfolgen. Eine Einstufung in eine Risikogruppe nach der Biostoffverordnung ist noch nicht erfolgt, wobei Fusarium culmorum aber bei Untersuchungen als der Risikogruppe 1 zugehörig bezeichnet wurde.

## Taxonomie
Fusarium culmorum wurde von W. G. Smith 1884 als Fusisporium culmorum erstbeschrieben. Saccardo ordnete die Art 1895 in die Gattung Fusarium ein. Mycobank kennt vier Varietäten: Fusarium culmorum var. culmorum, Fusarium culmorum var. letejus, Fusarium culmorum var. majus und Fusarium culmorum var. cereale. Es ist keine Hauptfruchtform bekannt.